# Benedicamus Domino

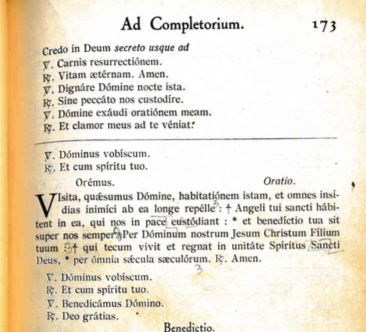
Bénissons le Seigneur après l'achèvement de l'antienne monastique

Benedicámus Dómino (expression latine qui signifie « Louons le Seigneur ») est un salut final utilisé lors de la messe romaine, à la place de Ite missa est, dans les cas où l'on ne chante pas le Gloria (comme il advient durant le Carême). La réponse liturgique, prononcée immédiatement après, est le Deo Gratias (« Merci à Dieu »). On le chante également comme un verset à la fin de tous les offices.

## Présentation
Selon le dictionnaire de la musique, la formule Benedicámus Dómino (associée au Deo gratias) est « souvent employée comme clausule, d'abord pour clôturer les heures canoniques, puis transportée à la fin de la messe en alternance avec Ite missa est, qu'elle remplace en diverses circonstances. ».
Au début, le chant était inconnu à Rome avant l'an mille, et il peut trouver son origine dans le rite gallican. Dans les livres de cantiques modernes, la musique avec laquelle on l'accompagne est exactement la même que celle du Ite missa est, bien que l'on ne sache pas s'il en était de même durant le Moyen Âge. Le texte contient de fréquentes tropes (ajouts un texte entre deux mots). On trouve aussi sa mélodie utilisée en cantus firmus joué et développé par un orgue. L'usage de ce chant comme ton récitatif était courant dans le chœur et dans les créations polyphoniques des chantres de l'abbaye Saint-Martial de Limoges (à l'origine de ce qu'on appelle aujourd'hui l'école de Saint-Martial (XIe et XIIe siècles), et auprès des musiciens de l'École de Notre-Dame de Paris (XIIe et XIIIe siècles). On trouve aussi une douzaine de citations de cette courte formule chantée, dans le Magnus liber parisien de la fin du XIIe siècle et du début du XIIIe siècle, constitué à Notre-Dame également.
Durant les réformes liturgiques des papes Pie XII (1938-1958) et Jean XXIII (1958-1963), l'utilisation du Benedicámus Dómino fut restreint. Jusqu'en 1963, on le récitait ou le chantait uniquement lorsqu'immédiatement après la messe il y avait une procession. Il est peu écouté dans les pays anglo-saxons, où les processions ne sont pas fréquentes. Il est encore utilisé dans la liturgie des Heures.
Les luthériens continuent de l'utiliser dans cette même liturgie et à la fin de leur propre liturgie. le chant Grand Dieu, nous te bénissons, se retrouve très fréquemment dans les cantiques protestants, notamment durant le XIXe siècle,.